# Акация желтокорая
Акация желтокорая (лат. Acacia xanthophloea) — вид рода Акация семейства Бобовые. Область распространения этого вида — Юго-Восточная Африка. Этот вид распространён в таких странах как Ботсвана, Кения, Малави, Мозамбик, Сомали, ЮАР, Свазиленд, Танзания, Замбия и Зимбабве.

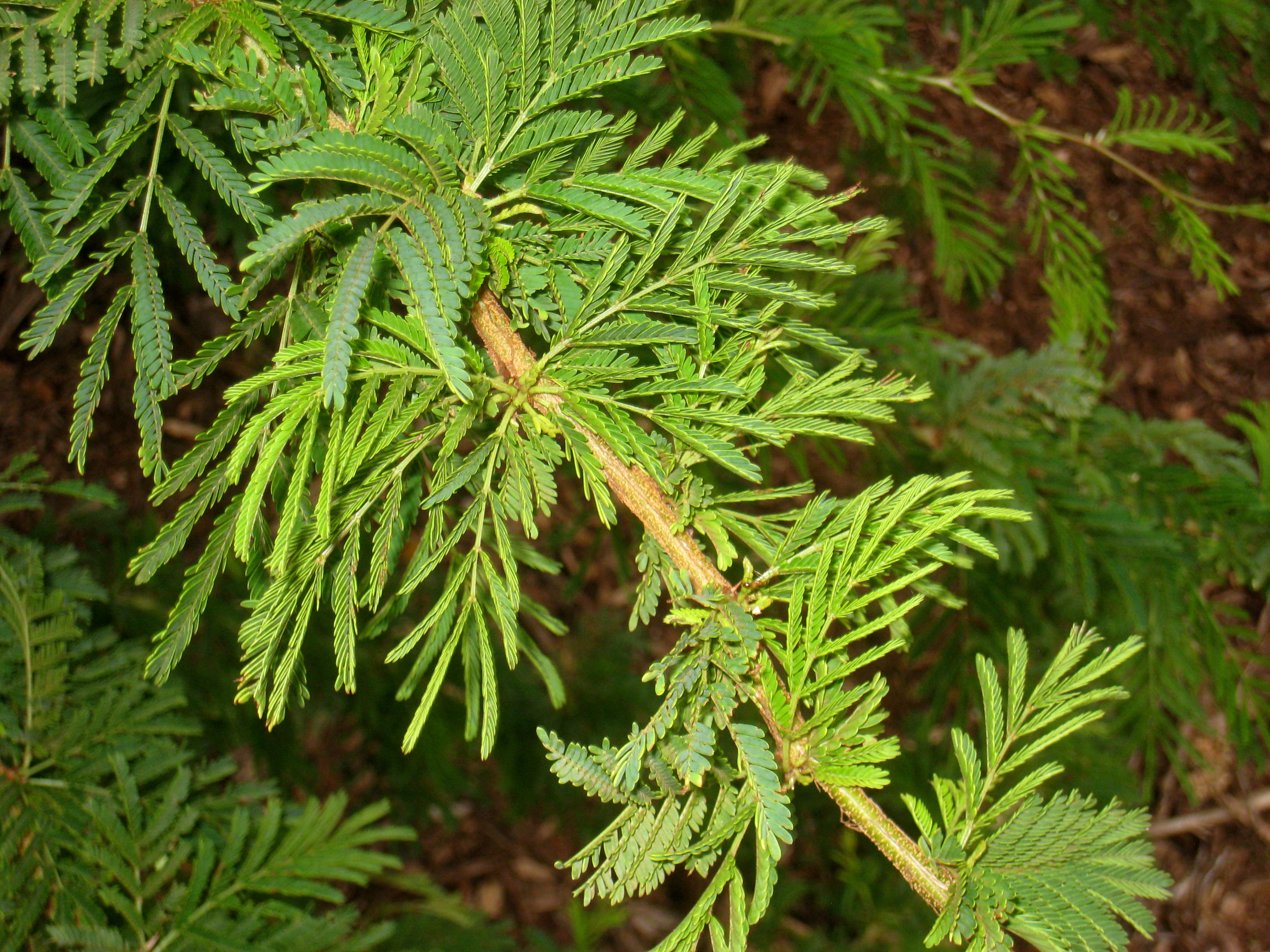
Ветка с листьями

## Ботаническое описание
Акация желтокорая — дерево 15—25 м в высоту с гладкой зеленовато-жёлтой корой. Это один из немногих видов деревьев, в которых фотосинтез происходит в коре. Прямые, длинные шипы белого цвета растут из ветвей попарно. Цветы имеют шарообразную форму. Плоды этих деревьев имеют форму стручков.